# Гвера (Тексас)
Гвера (Тексас) (енгл. Guerra) насељено је место без административног статуса у америчкој савезној држави Тексас.

## Демографија
По попису из 2010. године број становника је 6, што је 2 (-25,0%) становника мање него 2000. године.
| Група             | 2000.     | 2010.     |
| Белци             | 2 (25,0%) | 2 (33,3%) |
| Афроамериканци    | 0 (0,0%)  | 0 (0,0%)  |
| Азијати           | 0 (0,0%)  | 0 (0,0%)  |
| Хиспаноамериканци | 6 (75,0%) | 4 (66,7%) |
| Укупно            | 8         | 6         |